# Пришибинский сельсовет
Пришибинский сельский совет — муниципальное образование в составе Енотаевского района Астраханской области, Российская Федерация. Административный центр — село Пришиб.

## Географическое положение
Сельсовет расположен в 230 км от областного центра и 67 км от районного центра на севере области. Граничит на юго-западе с землями Республики Калмыкии и муниципального образования «Ветлянинский сельсовет», на северо-западе с территорией Никольского сельсовета, на северо-востоке с Ахтубинским районом. С севера на юг протекают реки Бобёр и Волга, по территории сельсовета проходит трасса Астрахань — Москва. Общая площадь земель муниципального образования составляет 72822 га.

## Население
| 2010  | 2012  | 2013  | 2014  | 2015  | 2016  | 2017  |
| ----- | ----- | ----- | ----- | ----- | ----- | ----- |
| 1107  | ↘1099 | →1099 | ↘1097 | ↗1104 | →1104 | ↗1115 |
| 2018  | 2019  | 2020  | 2021  |       |       |       |
| ↘1105 | ↘1085 | ↘1071 | ↘1039 |       |       |       |

Население на 2011 год — 1262, из них работающих — 252, безработных в трудоспособном состоянии — 536, пенсионеров — 235, детей от 0 до 18 лет — 239.
Национальный состав:
- Русские — 716
- Чеченцы — 323
- Казахи — 131
- Корейцы — 22
- Украинцы — 15
- Калмыки, аварцы — 12
- Чуваши, мордва, таджики — 7
- Лакцы — 5
- Татары, узбеки — 2
- Кумыки — 1

## Состав
В состав сельсовета входят следующие населённые пункты:
| Населённый пункт | Население, человек (2010) |
| ---------------- | ------------------------- |
| Пришиб, село     | 1096                      |
| Козинка, село    | 11                        |

## Хозяйство
Основная отрасль экономики — сельское хозяйство. Развиты личные подсобные хозяйства (340) и крестьянско-фермерские хозяйства (27). Наблюдается тенденция увеличения поголовья КРС и овец.

## Объекты социальной сферы
На территории сельсовета функционирует врачебная амбулатория, действует средняя школа на 195 мест, детский сад «Колобок» на 39 мест; в с. Пришиб действует дом культуры со зрительным залом на 200 мест, сельская и школьная библиотеки. В сельском Доме культуры организованы и работают клубы.